# Cantó de Sainte-Foy-lès-Lyon
El cantó de Sainte-Foy-lès-Lyon és un antic cantó francès del departament del Roine, situat al districte de Lió. Té 2 municipis i el cap és Sainte-Foy-lès-Lyon. Va existir de 1985 a 2014.

## Municipis
- La Mulatière
- Sainte-Foy-lès-Lyon

| Data d'elecció | Identitat         | Partit   | Qualitat |
| -------------- | ----------------- | -------- | -------- |
| 1985-1994      | Xavier Hamelin    | RPR      |          |
| 1994-2014      | Jean-Paul Delorme | RPR, UMP |          |